# Droga wojewódzka nr 212
Droga wojewódzka nr 212 (DW212) – droga wojewódzka w woj. pomorskim o długości 116 km łącząca Osowo Lęborskie z Kamionką, stanowiąc element połączenia drogowego Lębork-Bytów-Chojnice-Bydgoszcz. Droga przebiega przez 3 powiaty: powiat lęborski (gmina Cewice), bytowski (gminy Czarna Dąbrówka, Bytów i Lipnica), chojnicki (gminy Konarzyny, miasto Chojnice i Chojnice).

## Miejscowości leżące przy trasie DW212
- Maszewo Lęborskie
- Cewice
- Oskowo
- Kozin
- Czarna Dąbrówka
- Kleszczyniec
- Nożyno
- Unichowo
- Kartkowo
- Gostkowo
- Bytów
- Udorpie
- Rekowo
- Wojsk
- Lipnica
- Zielona Chocina
- Zielona Huta
- Konarzynki
- Charzykowy
- Chojnice
- Nieżychowice
- Moszczenica
- Doręgowice
- Kamionka